# Станица 3-я
Стани́ца 3-я — деревня в Куйтунском районе Иркутской области России. Входит в Лермонтовское муниципальное образование.

## География
Находится на левом берегу речки Или (левый приток Кимильтея, бассейн Оки), в 13 к югу от центра сельского поселения, посёлка Лермонтовский, и в 21 км к юго-западу от районного центра, пгт Куйтун.

## Население
| 2002 | 2010 | 2011 | 2012 |
| ---- | ---- | ---- | ---- |
| 342  | ↘269 | ↘268 | ↘263 |

По данным Всероссийской переписи, в 2010 году в деревне проживало 269 человек (136 мужчин и 133 женщины).